# Китаево (Воронежская область)
Китаево — упразднённый в 1968 году посёлок в Новоусманском районе Воронежской области России. В 1968 году вместе с Синицыно включёны в состав посёлка Воля.
Современный посёлок Воля не имеет официальных территориальных разграничений на Синицыно, Китаево.

## География
Находился посёлок  в лесостепной зоне к северо-западу от центра пос. Воля
Климат умеренно континентальный.  

## Топоним
Ойконимы Китаевы дворики, Китаева дворики и Китаево (все — XIX век) сохранили фамилию помещика А. А. Китаева.

## История
Возникло как поселение барских дворовых А. А. Китаева.
Сельцо Китаево упоминается на карте Воронежской губернии от 1868 года.
В описании Воронежского наместничества 1885 года есть сведения о поселении барских дворовых помещика А. А. Китаева — 7 дворов, 5 десятин земли.
После революции 1917 года, сельцо Синицыно и Китаевы дворики, которые насчитывали 29 человек, объединились, образовав село Синицыно и вошли в состав Орловского волосного комитета.
В 1968 году решением Воронежского областного исполнительно комитета № 772 от 20.09.1968 «Об объединении населенных пунктов» учитывая желания граждан на сходах об объединении фактически соединившихся населенных пунктов были объединены пос. Воля, пос. Синицыно и пос. Китаево.